# 砲艦外交

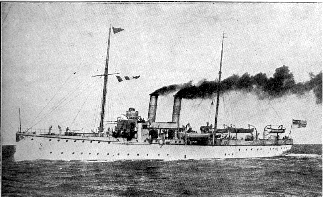
「第二次モロッコ事件」は砲艦外交の典型とされる。ドイツのパンター号

砲艦外交（ほうかんがいこう、英: gunboat diplomacy）は、外交交渉において軍艦などの軍事力による威嚇などの間接的な使用によって相手政府に国家意思を示し、また心理的な圧力をかけることで交渉を有利に進める外交政策をいう。

## 概要
砲艦外交とは軍事力の威嚇的な行使を背景として圧力をかけながらも外交交渉で合法的に政治的目的を達成しようとするという強制外交の一種であると言える。
海上戦力（軍艦）は陸空部隊にはない特徴を備えている。治外法権、各種外交特権などから生じる国際政治における象徴性、各種指揮統制システムと海洋の移動能力から有し得る機動性、また軍艦そのものが物資集積所として機能する上に洋上補給などを行えば非常に長期に亘って停泊し続ける持久性を備えていることから、この外交政策に最も適していると考えられている。

## 具体例
アメリカ合衆国東インド艦隊司令官のマシュー・ペリー提督は、1853年に軍艦を率いて来日し、浦賀へ入港して日本へ開国を要求。
翌54年には艦隊を江戸湾に進入させ、日米和親条約を締結して外交関係を結ぶ。ペリーは議会から交戦許可を得られていなかったが、強硬姿勢により日本を開国させた。
日本が行った砲艦外交としては江華島事件等がある。
現代においては原子力空母を中心とした機動部隊が砲艦外交の役割を担っている。